# Tiemena
Tiemena is een gemeente (commune) in de regio Ségou in Mali. De gemeente telt 11.200 inwoners (2009).
De gemeente bestaat uit de volgende plaatsen:
- Galakan
- Goualan
- M'Bienina
- Maréla
- N'Gondia
- Nampelabougou
- Nionina
- Tangabougou
- Tiemena
- Toforola